# Нула
Нула — деревня в Муромском районе Владимирской области России, входит в состав Борисоглебского сельского поселения. 

## География
Деревня расположена на берегу речки Нулка (приток Мотры) в 27 км на север от центра поселения села Борисоглеб и в 40 км на север от Мурома.

## История
В окладных книгах Рязанской епархии 1678 года деревня входила в состав Старо-Замотринского прихода, в ней было 12 дворов крестьянских и 1 бобыльский.
В конце XIX — начале XX века деревня входила в состав Святской волости Гороховецкого уезда, с 1926 года — в составе Татаровской волости Муромского уезда. В 1859 году в деревне числилось 33 дворов, в 1905 году — 81 дворов, в 1926 году — 122 дворов.
С 1929 года деревня являлась центром Нульского сельсовета Фоминского района Горьковского края. С 1944 года — в составе Татаровского сельсовета Владимирской области, с 1965 года — в составе Муромского района, с 2005 года — в составе Борисоглебского сельского поселения. 

## Население
| 1859 | 1905 | 1926 | 2002 | 2010 | 2021 |
| ---- | ---- | ---- | ---- | ---- | ---- |
| 268  | ↗556 | ↗600 | ↘13  | ↘7   | ↗11  |